# (5638) Дейкоон
(5638) Дейкоон (лат. Deikoon) — типичный троянский астероид Юпитера, движущийся в точке Лагранжа L5, в 60° позади планеты. Астероид был открыт 10 сентября 1988 года американскими астрономами Кэролин и Юджином Шумейкер в Паломарской обсерватории и назван в честь одного из героев Троянской войны.

Орбита астероида Дейкоон и его положение в Солнечной системе

Фотометрические наблюдения, проведённые в 1994 году, позволили получить кривые блеска этого тела, из которых следовало, что период вращения астероида вокруг своей оси равняется 9,137 ± 0,003 часам, с изменением блеска по мере вращения более чем на 0,07 ± 0,01 m.